# Hierkepieljaure
Hierkepieljaure är en sjö i Jokkmokks kommun i Lappland och ingår i Luleälvens huvudavrinningsområde. Sjön har en area på 0,116 kvadratkilometer och ligger 273 meter över havet. Sjön avvattnas av vattendraget Björkbäcken.

## Delavrinningsområde
Hierkepieljaure ingår i det delavrinningsområde (740351-169218) som SMHI kallar för Utloppet av Hierkepieljaure. Medelhöjden är 310 meter över havet och ytan är 4,41 kvadratkilometer. Det finns inga avrinningsområden uppströms utan avrinningsområdet är högsta punkten. Björkbäcken som avvattnar avrinningsområdet har biflödesordning 3, vilket innebär att vattnet flödar genom totalt 3 vattendrag innan det når havet efter 173 kilometer. Avrinningsområdet består mestadels av skog (86 procent) och sankmarker (11 procent). Avrinningsområdet har 0,11 kvadratkilometer vattenytor vilket ger det en sjöprocent på 2,6 procent.